# Татено Сункі
Сункі Татено (англ. Shunki Tateno; нар. 21 серпня 2003) — японський легкоатлет, який спеціалізується у бігу на короткі дистанції.

## Спортивні досягнення
Чемпіон світу серед юніорів у естафетному бігу 4×100 метрів (2022).